# Jimmy Matthews
Thomas James Matthews (ur. 3 kwietnia 1884 w Mount Gambier, Australia Południowa, zm. 14 października 1943, Melbourne, Wictoria) – australijski krykiecista, który w składzie reprezentacji Australii wystąpił w ośmiu meczach testowych.
Jest jedynym krykiecistą w historii, który w jednym meczu testowym zdobył dwa hat-tricki; dokonał tego w spotkaniu z RPA 28 maja 1912 w Manchesterze. 
Był też zawodnikiem futbolu australijskiego.